# Головна оперативна база
Головна оперативна база (англ. Main Operating Base) також військовий табір — американський військовий термін визначений як «закордонна, постійно укомплектована персоналом, добре захищена база, яка використовується для підтримки постійно розгорнутих сил, і з надійним доступом з моря та/ або з повітря».
Термін був використаний для відрізнення великих стратегічних закордонних військових об'єктів від більш дрібних і менш безпечних або тимчасово укомплектованих персоналом резервних тактичних дислокацій, таких як база передового розгортання, передова операційна позиція, дислокація співробітництва з безпеки.
Ці розрізнення було створено коли Пентагон почав розв'язувати питання регіональних загроз, в першу чергу в Африці, Азії та Латинській Америці, після Перегляду Глобальних Позицій, зробленого Пентагоном в 2004.. у Європі таку роль виконує База ВПС США Рамштайн.